# Henryk Grochulski (dyplomata)
Henryk Grochulski (ur. 15 października 1907, zm. 27 lutego 1985) – polski dyplomata. 

## Życiorys
Do 1959 pełnił funkcję ambasadora PRL w Federacyjnej Ludowej Republice Jugosławii. Od 12 października 1959 do 4 lipca 1964 był ambasadorem PRL na Węgrzech. Jest pochowany na Cmentarzu Wojskowym na Powązkach (kwatera 4DII-3-6).

## Odznaczenia
- Order Sztandaru Węgierskiej Republiki Ludowej I stopnia (1964)[4]